# Kévin Théophile-Catherine
Kévin Théophile-Catherine (Saint-Brieuc, Francia, 28 de octubre de 1989) es un futbolista francés que juega como defensa en el G. N. K. Dinamo Zagreb de la Prva HNL croata.

## Carrera

### Stade Rennais
Se inicia en el fútbol en el Stade Rennais, donde salta de las categorías juveniles al equipo profesional en 2008, aunque no debutaría en la Ligue 1 francesa hasta el 17 de octubre de 2009 en un partido frente al Lille que terminó 0-0. Esa temporada no tuvo mucha acción, pasó entre el banquillo y partidos por el segundo equipo. Ya en la temporada 2010-11 sumó más minutos jugando 26 partidos en la Ligue 1, y en la temporada temporada 2011-12 se consolidó como titular indiscutido al jugar 36 encuentros.

### Cardiff
Su regularidad hizo que el Cardiff, en ese entonces perteneciente a la Premier League, comprara su pase el 31 de agosto de 2013 en cerca de 2,5 millones de euros. Debutó en la Premier League el 14 de septiembre de 2013 frente al Hull City en un empate 1-1. Esa temporada sería pésima para el conjunto galés, ya que terminarían en la última posición, causando el descenso a la Football League Championship.

### Saint-Étienne
Regresaría a Francia de la mano del Saint-Étienne, equipo que se hizo con sus servicios por un préstamo con opción de compra. La temporada 2014-15 de la Ligue 1 tuvo a Théophile-Catherine con 31 apariciones y 5 en la Europa League, donde su regularidad y buenas actuaciones hicieron que el Saint-Étienne hiciera uso de la opción de compra por 2 millones de euros.

### Dinamo Zagreb
El GNK Dinamo Zagreb se hizo con sus servicios al término de la campaña 2017-18.

## Clubes
| Club                   | País    | Año       |
| ---------------------- | ------- | --------- |
| Stade Rennais F. C.    | Francia | 2008-2013 |
| Cardiff City F. C.     | Gales   | 2013-2014 |
| A. S. Saint-Étienne    | Francia | 2014-2018 |
| G. N. K. Dinamo Zagreb | Croacia | 2018-     |

## Palmarés

### Títulos nacionales
| Título               | Club                   | País    | Año  |
| -------------------- | ---------------------- | ------- | ---- |
| Prva HNL             | G. N. K. Dinamo Zagreb | Croacia | 2019 |
| Supercopa de Croacia | G. N. K. Dinamo Zagreb | Croacia | 2019 |
| Prva HNL             | G. N. K. Dinamo Zagreb | Croacia | 2020 |
| Prva HNL             | G. N. K. Dinamo Zagreb | Croacia | 2021 |
| Copa de Croacia      | G. N. K. Dinamo Zagreb | Croacia | 2021 |
| Prva HNL             | G. N. K. Dinamo Zagreb | Croacia | 2022 |
| Supercopa de Croacia | G. N. K. Dinamo Zagreb | Croacia | 2022 |
| Prva HNL             | G. N. K. Dinamo Zagreb | Croacia | 2023 |
| Prva HNL             | G. N. K. Dinamo Zagreb | Croacia | 2024 |
| Copa de Croacia      | G. N. K. Dinamo Zagreb | Croacia | 2024 |